# Droga krajowa B449 (Niemcy)
Droga krajowa 449 (niem. Bundesstraße 449) – niemiecka droga krajowa przebiegająca na osi północ - południe z Darmstadt do Mühltal i stanowi połączenie Darmstadt z B426 w południowej Hesji.